# イチヨウラン
イチヨウラン（一葉蘭、学名：Dactylostalix ringens ）は、ラン科イチヨウラン属の地生の多年草。別名、ヒトハラン、ヒメヒトハラン。

## 特徴
地下の根茎は細く、短く横に這い、根茎から1葉を出す。葉は、長さ1-2cmの葉柄があり、葉身は卵円形で、長さ3-6cm、幅3-4cmになり、先端はやや鈍頭、基部は鈍形となる。葉は多肉質で硬く、表面は青味を帯びた緑色で、光沢はない。
花期は5-7月。花茎は直立して高さ10-20cmになり、花茎には鞘状の鱗片葉が1-2個つき、花茎の先に1個の花をつける。苞は4角状楕円形で長さ2-3mmになる。萼片と側花弁は長さ2-2.5cmになる倒披針形または線状披針形で、先端はやや鈍頭になり、色は淡緑色で紫色の斑点がある。唇弁は広楕円形で下垂し、白色で紫色の斑点があり、ほぼ中央で側裂片と中裂片に3裂する。2個の側裂片は蕊柱を囲って立ち、長さ2-3mmになる広卵形で、先は紫色になる。中裂片は長さ幅ともに約7mmになり、基部に2条の隆起線があり、縁はやや波状になる。蕊柱は長さ10mmで、扁平なくさび状狭長楕円形となる。

## 分布と生育環境
日本では、北海道、本州、四国、九州に分布し、亜高山帯や冷涼で明るい林内に生育する。国外では、サハリン、千島列島に分布する。

## 名前の由来
和名のイチヨウランは、一葉蘭の意で、葉が1枚しかつかないことによる。学名の属名、Dactylostalixは、ギリシア語で、dactylos「指」＋stalix「杭」で、蕊柱の形からきており、種小名のringensは、「開口形の」「口を広くあけた」の意味。

## 下位分類
- ヒメウズラヒトハラン Dactylostalix ringens Rchb.f. f. punctata (Miyabe et Tatew.) Yonek.[9] - 葉に紫褐色の斑点が散在するものを品種として区別する[5]。

## ギャラリー
- 花の正面。
- 花の側面。唇弁の側裂片が立ち、中裂片が垂れる。
- 花の背面。
- 葉。短い葉柄があり、花茎に鞘状の鱗片葉がある。

## イチヨウラン属
イチヨウラン属（イチヨウランぞく、学名：Dactylostalix Rchb.f.、和名漢字表記：一葉蘭属）はラン科の属の一つ。地下の根茎は細く短く横に這い、偽球茎をつくらない。根茎の先に卵円形で肉質の葉を1個つけ、葉柄があり、葉脈は不鮮明である。花茎に1-2個の鞘状葉があり、茎先に1個のやや大型の花をつける。萼片および側花弁は細長くほぼ同形で半開する。唇弁の背面がややふくれ、基部に短い爪があり、距はない。日本列島、千島列島、サハリンに分布し、本属にはイチヨウラン1種のみが知られている。